# Garður (gmina)
Garður (pełna nazwa Sveitarfélagið Garður; do 2004 roku nosiła nazwę Gerðahreppur) – dawna gmina w południowo-zachodniej Islandii, na półwyspie Miðnes (część półwyspu Reykjanes), obejmująca jego północno-wschodnią część. Wchodziła wówczas w skład regionu Suðurnes. Ludność gminy Garður skupiała się w głównej miejscowości Garður, zamieszkiwanej 1595 osób (2018). 

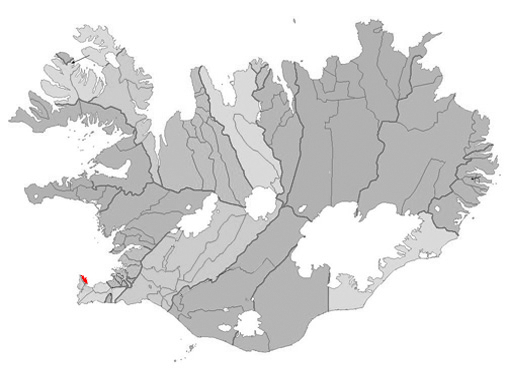
Położenie gminy Garður na mapie administracyjnej kraju

W 2017 podjęto decyzję o połączeniu z gminą Sandgerðisbær, którą zatwierdzono w lokalnych referendach. Zmiana ta weszła w życie wraz z wyborami nowej rady gminy 26 maja 2018. Nowa gmina funkcjonowała pod tymczasową nazwą Garður og Sandgerði. Podczas referendum na przełomie października i listopada 2018 roku mieszkańcy mogli wybierać pomiędzy trzema opcjami: Heiðarbyggð, Suðurnesjabær i Sveitarfélagið Miðgarður. Ostatecznie wybrano nową nazwę gminy Suðurnesjabær.